# Peltaster fructicola
Peltaster fructicola är en svampart som beskrevs av Eric M. Johnson, T.B. Sutton & Hodges 1996. Peltaster fructicola ingår i släktet Peltaster, klassen Dothideomycetes, divisionen sporsäcksvampar och riket svampar.   Inga underarter finns listade i Catalogue of Life.